# Claytonia arkansana
Claytonia arkansana är en källörtsväxtart som beskrevs av Yatsk., R.Evans och Witsell. Claytonia arkansana ingår i släktet vårskönor, och familjen källörtsväxter. Inga underarter finns listade i Catalogue of Life.